# Corrhenodes gracilis
Corrhenodes gracilis là một loài bọ cánh cứng trong họ Cerambycidae.